# Felicio Ramuth
Felício Ramuth (São Paulo, 11 de novembro de 1968) é um administrador e político brasileiro. Filiado ao Partido Social Democrático (PSD), é o atual vice-governador de São Paulo.

## Trajetória
Aos 17 anos de idade foi morar em São José dos Campos, para assumir um comércio familiar.[carece de fontes?]
Empresário, Felício é formado em Administração com MBA em Gestão Pública pela Fundação Getúlio Vargas. É casado com Vanessa Ramuth e tem uma filha, Isadora.[carece de fontes?]
Em 1993, filiou-se ao PSDB de São José dos Campos, incentivado pelo então deputado federal Eduardo Cury e pelo ex-prefeito Emanuel Fernandes.[carece de fontes?] Entre 2007 e 2009, foi presidente do diretório municipal do PSDB de São José dos Campos e em 2008, foi Tesoureiro da campanha municipal.[carece de fontes?]
Em 2016 foi indicado pelo PSDB para ser candidato a prefeito de São José dos Campos. Venceu a eleição sobre o então prefeito Carlinhos Almeida ainda no primeiro turno, em 2 de outubro de 2016, e foi reeleito em 15 de novembro de 2020 com 58,2% dos votos válidos.
Em janeiro de 2022, a convite de Gilberto Kassab, filiou-se ao PSD, deixando o seu antigo partido, PSDB, após 29 anos. Renunciou ao cargo em abril inicialmente para concorrer ao governo do estado, posteriormente se retirando ao ser escolhido para compor a chapa de Tarcísio de Freitas (Republicanos), sendo eleito vice-governador de São Paulo.

## Prefeito de São José dos Campos (2017-2022)
A gestão de Felício apontou dívidas de mais de R$ 300 milhões, herdadas da gestão anterior.
Felício promoveu a regulamentação dos Provedores de Recursos Compartilhados (PRC), que engloba por exemplo os aplicativos de transporte individual de passageiros. Em maio de 2017, promoveu um acordo com a Uber.

## Controvérsias

### Licitação em Praia Grande
Felício foi alvo de investigações do Ministério Público do Estado de São Paulo donde o MP acusava-o improbidade administrativa e ilegalidade na realização de licitações. 
Em Junho de 2017 ele foi investigado por uma empresa sua, a Direct, ter participação suspeita numa licitação no valor de R$ 176,5 mil pela Prefeitura de Praia Grande, O MPSP alegou, em síntese, que os requeridos teriam causado prejuízo aos cofres públicos na contratação de uma empresa para controle eletrônico do sistema de gestão de resíduos da construção civil e resíduos volumosos, com migração dos dados atualmente existentes no serviço online em uso, no município de Praia Grande.
A peça inicial do processo chegou a ser recebida. Porém, após recurso apresentado, em 2019 a justiça determinou, em segunda instância, a anulação da decisão de recebimento da inicial. Assim, segundo a sentença desta segunda-feira (3), “todos os atos processuais praticados a partir do recebimento da inicial restaram prejudicados”.
Em abril de 2024, o processo retornou à primeira instância, que poderá analisar o mérito da denúncia. Não há um prazo para a sentença ser expedida. Felício Ramuth negou através de sua defesa qualquer irregularidade em relação à ação de improbidade administrativa. Segundo seus advogados, não houve nenhuma ilegalidade nas licitações. Ramuth diz ainda que, mesmo que elas tivessem ocorrido, não poderiam ser atribuídas a ele, que era apenas o responsável por uma das empresas contratadas, sem "qualquer participação na fase interna" dos certames.

### Cargos Comissionados
Em Janeiro de 2020 o Ministério Público de São Paulo pediu à Justiça do estado que a Câmara e a Prefeitura de São José exonerassem todos os servidores comissionados (cargos distribuídos diretamente pelos membros do executivo e do legislativo). Segundo reportagem do G1, de acordo com o MP, os cargos foram distribuídos de forma irregular, alguns sem exigência de nível superior e atividade técnica tal pedido foi negado pela justiça, Na decisão, o juiz Silvio José Pinheiro dos Santos alega que faltam fundamentos suficientes que apontem que as exonerações devam ser realizadas. Ele ainda diz que de 43 cargos relacionados na ação, ao menos 23 foram alvo de ação direta de inconstitucionalidade e, extintos por uma lei de 2018.

### Linha Verde
O Tribunal de Contas do Estado de São Paulo fez apontamentos numa licitação realizada pela administração de Felício Ramuth para a compra de VLP's para o transporte de passageiros batizado de "Linha Verde" na cidade de São José dos Campos. O TCE determinou a anulação do pregão que havia sido aberto pelo governo Felício Ramuth (PSDB) para a compra de 12 VLP's (Veículos Leve sobre Pneus). As obras de infraestrutura se iniciaram no final do ano de 2020, seguindo o cronograma inicialmente previsto, com a assinatura do contrato.

### Ataques a Tarcísio e a Bolsonaro
Durante a sua Pré-Campanha ao Governo do Estado em 2022, Felício Ramuth atacou então Pré-Candidato: Tarcísio de Freitas (Na época, filiado ao Republicanos), na mesma disputa eleitoral, Felício viria a ser anunciado com vice-governador daquele que o atacou.
Publicada no Youtube, durante a entrevista ao canal: O Vale, Felício atacou Tarcísio, comparando sua mudança eleitoral do Rio para São Paulo para disputar eleição, dizendo que o domicílio não é verdadeiro, equiparando-a com a mudança eleitoral do Ex-Presidente e Ex-Senador: José Sarney para o Amapá.
"Eu acho que ele [Tarcísio] já começa mal, quando declara um domicílio eleitoral que não é verdadeiro. Lembra quando o Sarney trocou o título pro Amapá, para ser candidato a Senador? É um péssimo exemplo. Então lembra um pouco essa estratégia. Eu não concordo, eu acho que [o Tarcísio] já está começando mal. Se morasse aqui há mais tempo, tivesse um vínculo melhor", opinou Ramuth.
"Se a população quiser ver aqui esse governo de extremos como a gente está vendo no governo federal, ela vai optar pelo candidato do Bolsonaro", diz o ex-prefeito de São José dos Campos, em tom de Crítica ao Governo Jair Bolsonaro. 
"Na eleição passada, eu fiz minha escolha pelo Geraldo Alckmin no primeiro turno. E depois fiz minha opção, entre o Haddad e o Bolsonaro, pelo Bolsonaro. Me arrependi, mas fiz minha opção", diz, ao sinalizar que preferia "um terceiro nome" na campanha presidencial e que se arrependeu do voto a Bolsonaro. 
Na mesma campanha, Felício ignorou o que tenha dito anteriormente e fez campanha para Jair Bolsonaro, recebendo vaias durante a campanha ao receber Jair em São José dos Campos.

### Contas eleitorais de 2020
Depois de uma decisão inicial por reprovação de suas contas referentes às eleições municipais de 2020, o Tribunal Regional Eleitoral de São Paulo (TRE-SP), em votação unânime, reverteu desaprovação anterior e julgou aprovadas com ressalvas as contas de Felício Ramuth e Anderson Farias relativas às Eleições 2020. Na ocasião, Ramuth foi reeleito prefeito de São José dos Campos com o então vice-prefeito, Anderson Farias. Em razão do baixo percentual da irregularidade, a Corte aplicou os princípios da proporcionalidade e razoabilidade e aprovou as contas com ressalvas, mantendo-se o recolhimento de R$ 10.000 ao Tesouro Nacional.
Foram identificadas irregularidades na comprovação de despesas com serviços de taxi aéreo, hospedagem, locação de imóvel, serviços médicos e publicidade por carro de som, além de utilização de recurso de fonte vedada e recebimento de doações em dinheiro acima do limite legal.O relator do processo de prestação de contas, desembargador Silmar Fernandes, determinou o recolhimento ao Tesouro Nacional de R$ 613.783,70 recebidos do Fundo Partidário e do Fundo Especial de Financiamento de Campanha pela campanha de Tarcísio de Freitas. A maior irregularidade, encontrada pela Coordenadoria de Contas Eleitorais e Partidárias do TRE-SP, foi uma despesa com a empresa Voar Aviation Taxi Aéreo e Manutenção Ltda, no valor de R$ 474.645 recebidos do Fundo Partidário.